# Krzywa IS
Krzywa IS – zbiór różnych kombinacji dochodu i stopy procentowej, przy których rynek dóbr i usług znajduje się w równowadze.
Krzywa IS jest instrumentem analizy wpływu stopy procentowej na popyt globalny i na poziom dochodu zapewniający równowagę na rynku towarowym. Położenie krzywej IS wyznacza kąt nachylenia, który zależy od wrażliwości inwestycji na zmianę stopy % oraz mnożnika. Kiedy wrażliwość jest duża to krzywa IS, będzie przebiegać bardziej płasko, jeśli jest nieznaczna to ta krzywa przebiega bardziej stromo. Im większy mnożnik, tym krzywa jest bardziej płaska. To, czy krzywa IS przesunie się w górę lub w dół, uzależnione to jest od decyzji uczestników rynku.